# The Road to Glory (pel·lícula de 1936)
 The Road to Glory és la primera pel·lícula dirigida per Howard Hawks, estrenada el 1936.

## Argument
Primera Guerra Mundial 1916, al front a França. El capità Laroche mana una Companyia del 39è regiment d'infanteria. Malalt i debilitat, dirigeix tanmateix amb força i recorda als soldats els fets d'armes d'aquest regiment. Un dels seus oficials, el tinent Denet, coneix una jove, Monique, de la qual s'enamora, ignorant que és l'amiga del seu superior. Una vegada més, el regiment va a primera línia...

## Repartiment
- Fredric March: El tinent Michel Denet
- Warner Baxter: El capità Paul Laroche
- Lionel Barrymore: El pare de Paul / El soldat Morin
- June Lang: Monique La Coste
- Gregory Ratoff: Bouffiou
- Victor Killian: Régnier
- Paul Stanton: El capità del relleu
- John Qualen: Duflous
- Julius Tannen: El tinent Tannen
- Paul Fix: Rigaud
- Leonid Kinskey: Ledoux

## Crítica
Arran d'una difusió televisada el 1988, Patrick Brion (àlies André Moreau) escrivia a Télérama:
| « | Vagament inspirada en Les Croix de bois de Roland Dorgelès i de Les Croix de bois de Raymond Bernard, The Road to Glory – els crèdits de la qual no fa d'altra banda cap referencia a aquestes obres - és, després Today we live, la segona col·laboració de William Faulkner i Howard Hawks. Les múltiples reescriptures del guió han contribuït a allunyar el tema de les Croix de bois i a acostar-lo als temes preferits de Hawks i Faulkner. La pel·lícula torna en part a la trama de The Dawn Patrol, rodada per Hawks el 1930, i alguns han destacat amb raó les relacions que existeixen entre el guió de Faulkner i « Absalon, Absalon! ». És dir que The Road to Glory no és en absolut un vague remake hollywoodienc dels Croix de bois, però si una verdadera obra d'autor, en la qual es troba alhora la idea de la mort ineluctable, que atropella els homes uns després dels altres, i la d'una continuïtat psicològica i humana que, més enllà d'aquesta mort, assegura la perennitat de les coses més importants. Les escenes d'acció i de combat tenen l'autenticitat i el realisme dels plans d'actualitat rodats a la mateixa època. Aquesta pel·lícula tràgica és posada en escena amb sensibilitat per Hawks, sobretot en la descripció de les relacions amoroses i conflictives entre els tres principals personatges. Un èxit. | » |